# Domaine de Tahara

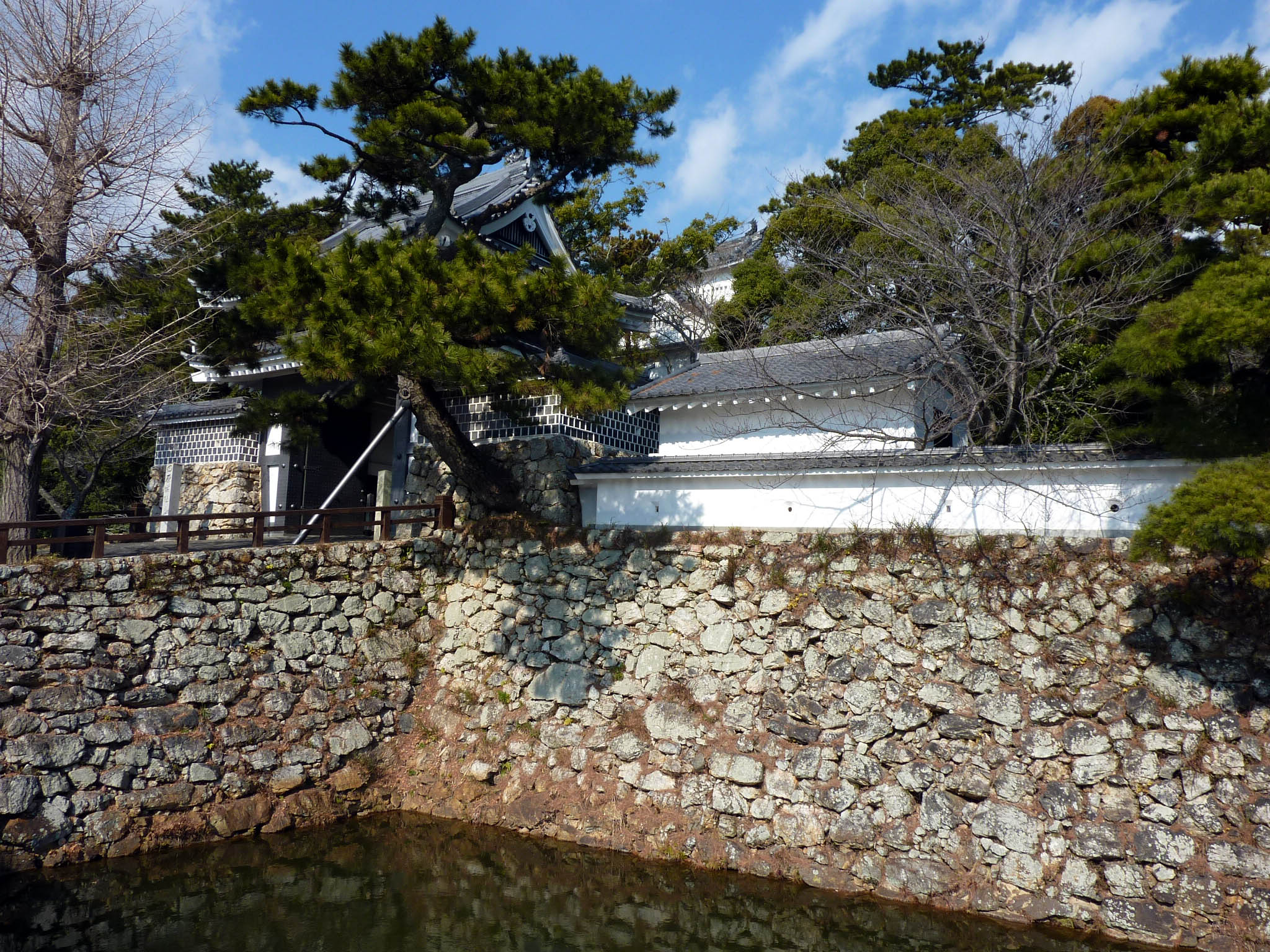
Porte du château de Tahara.

Le domaine de Tahara (田原藩, Tahara-han) est un domaine féodal japonais secondaire du rang fudai de l'époque d'Edo situé au sud de la province de Mikawa, de nos jours préfecture d'Aichi. Son quartier général se trouve au château de Tahara dans ce qui est à présent la ville de Tahara.

## Histoire
Aux époques Muromachi et Sengoku, presque toute la péninsule d'Atsumi est contrôlée par le clan Toda. Les Toda prêtent serment de loyauté au clan Imagawa mais passent ultérieurement sous le contrôle du clan Tokugawa. À la suite du siège d'Odawara en 1590, Toyotomi Hideyoshi attribue la région de Kantō à Tokugawa Ieyasu et les Toda sont dépossédés de leurs avoirs qui sont donnés à Terumasa Ikeda, vassal de Hideyoshi. Les Toda accompagnent Ieyasu à Edo et voient leur statut ramené à celui de hatamoto avec un fief diminué de 5 000 koku à Shimoda dans la province d'Izu.
Après l'établissement du shogunat Tokugawa, le statut de Katatsugu Toda est élevé à celui de daimyo à 10 000 koku et il est autorisé en 1601 à retourner au château de Tahara qui est à présent le centre du han de Tahara nouvellement créé. En 1664, son fils Toda Tadamasa est transféré au domaine d'Amakusa dans la province de Bungo avec une augmentation de 21 000 koku de revenus et le domaine de Tahara est attribué au clan Miyake qui y réside jusqu'à la restauration de Meiji. Bien qu'il soit petit en termes de revenus, le domaine de Tahara obtient le privilège d'être autorisé à posséder son propre château, contrairement aux autres domaines d'une taille similaire qui ne peuvent prétendre qu'à un jin'ya, c'est-à-dire une résidence fortifiée. Le domaine de Tahara est reconnu pour la qualité de l'enseignement qui y est dispensé ainsi que pour l'excellence de ses savants tel Kazan Watanabe.
Après l'abolition du système han en juillet 1871, le domaine devient la préfecture de Tahra qui fusionne en novembre 1871 avec la préfecture de Nukata à la brève existence, qui est plus tard intégrée dans la préfecture d'Aichi.

## Liste des daimyōs
- Clan Toda (fudai) 1601-1664

| # | Nom                       | Dates     | Titre                      | Rang                                 | Revenus     | Lignée                                                               |
| - | ------------------------- | --------- | -------------------------- | ------------------------------------ | ----------- | -------------------------------------------------------------------- |
| 1 | Toda Takatsugu (戸田尊次) | 1601-1615 | Tosa-no-kami (土佐頭)      | 5e inférieur (従五位下)              | 10 000 koku | Fils du hatamoto Toda Tadatsugu                                      |
| 2 | Toda Tadayoshi (戸田忠能) | 1615-1647 | Inaba-no-kami (因幡守)     | 5e inférieur (従五位下)              | 10 000 koku | Fils de Yasutsugu                                                    |
| 3 | Toda Tadamasa(戸田忠昌)   | 1647-1664 | Yamashiro-no-kami (山城守) | 4e inférieur (従四位下), jijū (侍従) | 10 000 koku | Petit-fils de Yasutsugu. Transfert au domaine d'Amakusa, 21 000 koku |

- Clan Miyake (fudai) 1664-1871

| #  | Nom                         | Dates     | Titre                     | Rang                             | Revenus     | Lignée                                     |
| -- | --------------------------- | --------- | ------------------------- | -------------------------------- | ----------- | ------------------------------------------ |
| 1  | Miyake Yasukatsu (三宅康勝) | 1664-1687 | Noto-no-kami (能登守)     | 5e inférieur (従五位下)          | 12 000 koku | Transfert du domaine de Koromo 10 000 koku |
| 2  | Miyake Yasuo (三宅康雄)     | 1687-1726 | Bizen-no-kami (備前守)    | 5e inférieur (従五位下)          | 12 000 koku | Fils de Yasukatsu                          |
| 3  | Miyake Yasunori (三宅康徳)  | 1726-1745 | Bingo-no-kami (備後守)    | 5e inférieur (従五位下)          | 12 000 koku | Fils de Yasuo                              |
| 4  | Miyake Yasutaka (三宅康高)  | 1745-1755 | Bizen-no-kami (備前守)    | 5e inférieur (従五位下)          | 12 000 koku | Fils de Yasunori                           |
| 5  | Miyake Yasuyuki (三宅康之)  | 1755-1780 | Bingo-no-kami (備後守)    | 5e inférieur (従五位下)          | 12 000 koku | Petit-fils de Yasuo                        |
| 6  | Miyake Yasutake (三宅康武)  | 1780-1785 | Bizen-no-kami (備前守)    | 5e inférieur (従五位下)          | 12 000 koku | 4e fils de Yasuyuki                        |
| 7  | Miyake Yasukuni (三宅康邦)  | 1785-1792 | Noto-no-kami (能登守)     | 5e inférieur (従五位下)          | 12 000 koku | 5e fils de Yasuyuki                        |
| 8  | Yasutomo Miyake (三宅康友)  | 1792-1809 | Bizen-no-kami (備前守)    | 5e inférieur (従五位下)          | 12 000 koku | 4e fils de Yasutaka                        |
| 9  | Miyake Yasukazu (三宅康和)  | 1809-1823 | Tsushima-no-kami (対馬守) | 5e inférieur (従五位下)          | 12 000 koku | Petit-fils de Yasutaka                     |
| 10 | Miyake Yasuteru (三宅康明)  | 1823-1827 | Bizen-no-kami (備前守)    | 5e inférieur (従五位下)          | 12 000 koku | 3e fils de Yasutomo                        |
| 11 | Miyake Yasunao (三宅康直)   | 1828-1850 | Tosa-no-kami (土佐守)     | 4e inférieur (従四位下)          | 12 000 koku | 9e fils de Sakai Tadazane                  |
| 12 | Miyake Yasuyoshi (三宅康保) | 1850-1871 | Bizen-no-kami (備前守)    | 5e inférieur (従五位下), vicomte | 12 000 koku | Petit-fils de Yasuteru                     |

## Source de la traduction
- (en) Cet article est partiellement ou en totalité issu de l’article de Wikipédia en anglais intitulé « Tahara Domain » (voir la liste des auteurs).